# Jacob Candelaria
Jacob R. Candelaria (sinh năm 1986 hoặc 1987) là một chính khách người Mỹ và luật sư từ Albuquerque, New Mexico, người đại diện cho Quận 26 tại Thượng viện New Mexico. Được bầu lần đầu vào năm 2012, ông là thành viên của Đảng Dân chủ.
Không có đảng Cộng hòa nào nộp đơn vào ghế trong khu Dân chủ kiên cố, và Candelaria không tranh cử trong cuộc tổng tuyển cử vào tháng 11.
Quận 26 (bản đồ Lưu trữ ngày 13 tháng 11 năm 2016 tại Wayback Machine) nằm hoàn toàn trong Quận Bernalillo và có phía tây của thành phố Albuquerque.

## Tuổi thơ và sự nghiệp
Candelaria sinh ra và lớn lên ở Albuquerque, được nuôi dưỡng bởi một người mẹ đơn thân. Ông học trường Trung học St. Pius X ở phía tây của Albuquerque trước khi tốt nghiệp Đại học Princeton năm 2009 có bằng cấp về các vấn đề công cộng và quốc tế, tập trung vào kinh tế và tài chính.
Sau khi tốt nghiệp trường Princeton, ông trở về Albuquerque, làm việc cho Think New Mexico, Ủy ban tài chính lập pháp New Mexico và Ben Lujan, Chủ tịch Hạ viện New Mexico. Vào tháng 8 năm 2011, ông được bổ nhiệm làm Chủ tịch và Giám đốc điều hành của Equality New Mexico, tổ chức quyền đồng tính lớn nhất của bang. Candelaria tốt nghiệp, kiêm hiệu trưởng của Trường Luật Đại học New Mexico. Trong thời gian học luật, Candelaria là thành viên của Tạp chí Luật Tài nguyên thiên nhiên của trường luật và nhóm Tòa án Moot Tòa án Luật Quốc gia Mỹ bản địa. Sau khi tốt nghiệp, Candelaria nhận được giải thưởng của Hiệu trưởng và liên tục được ghi tên vào Danh sách của Hiệu trưởng về thành tích học tập.

## Đời tư
Candelaria là người đồng tính công khai. Ông là người đồng tính nam đầu tiên phục vụ trong Cơ quan Lập pháp New Mexico và là người LGBT thứ hai, sau cựu thượng nghị sĩ tiểu bang Liz Stefanics.
Chiến dịch của Candelaria đã giành được sự ủng hộ của Gay & Lesbian Victory Fund.